# Dorfkirche Uhlstädt

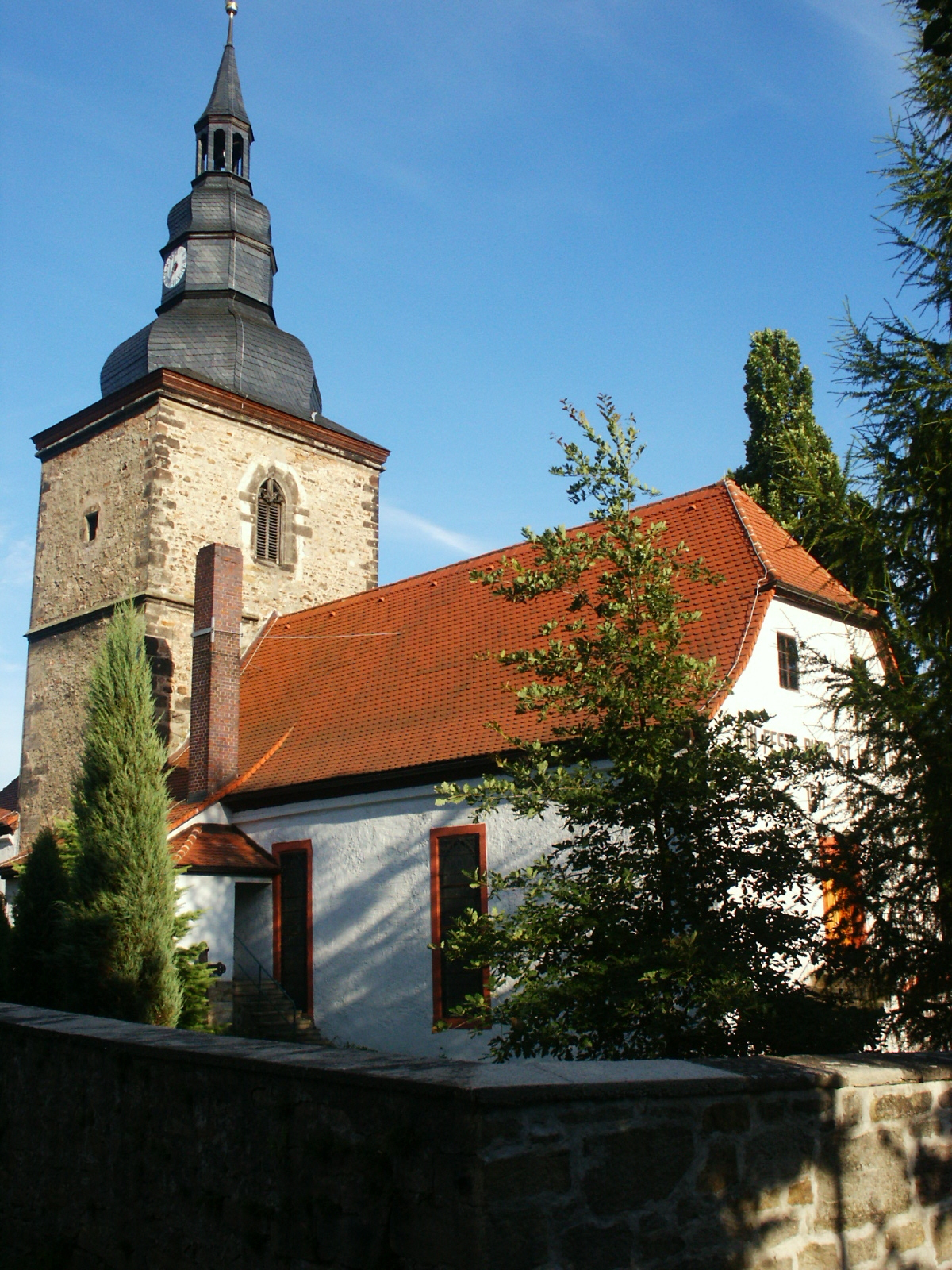
Die Kirche

Die evangelische Dorfkirche Uhlstädt steht im Ort Uhlstädt der Gemeinde Uhlstädt-Kirchhasel im Landkreis Saalfeld-Rudolstadt in Thüringen.

## Besonderheiten
Am 22. Dezember 2013 fand in der Kirche zu Uhlstädt die feierliche Glockenweihe statt, meldete die Kirchgemeinde und Presse. Eine weitere Information besagte: Seit geraumer Zeit wird für zwei Glocken Geld gesammelt. 40.000 Euro werden gebraucht.

## Geschichte
Es ist nachgewiesen, dass Teile der Chorturmkirche aus dem 12. Jahrhundert stammen, aber mehr liegt der Allgemeinheit dazu nicht vor, obwohl Paul Lehfeldt im Jahr 1888 darüber berichtete.